# Церковь Смоленской иконы Божией Матери (Кривцы)
Церковь Смоленской иконы Божией Матери (Смоленский храм) — православный храм в селе Кривцы Раменского городского округа Московской области.
Входит в состав Бронницкого 1-го благочиннического округа Коломенской епархии Русской православной церкви. Здание церкви является объектом культурного наследия и находится под охраной государства.

## История

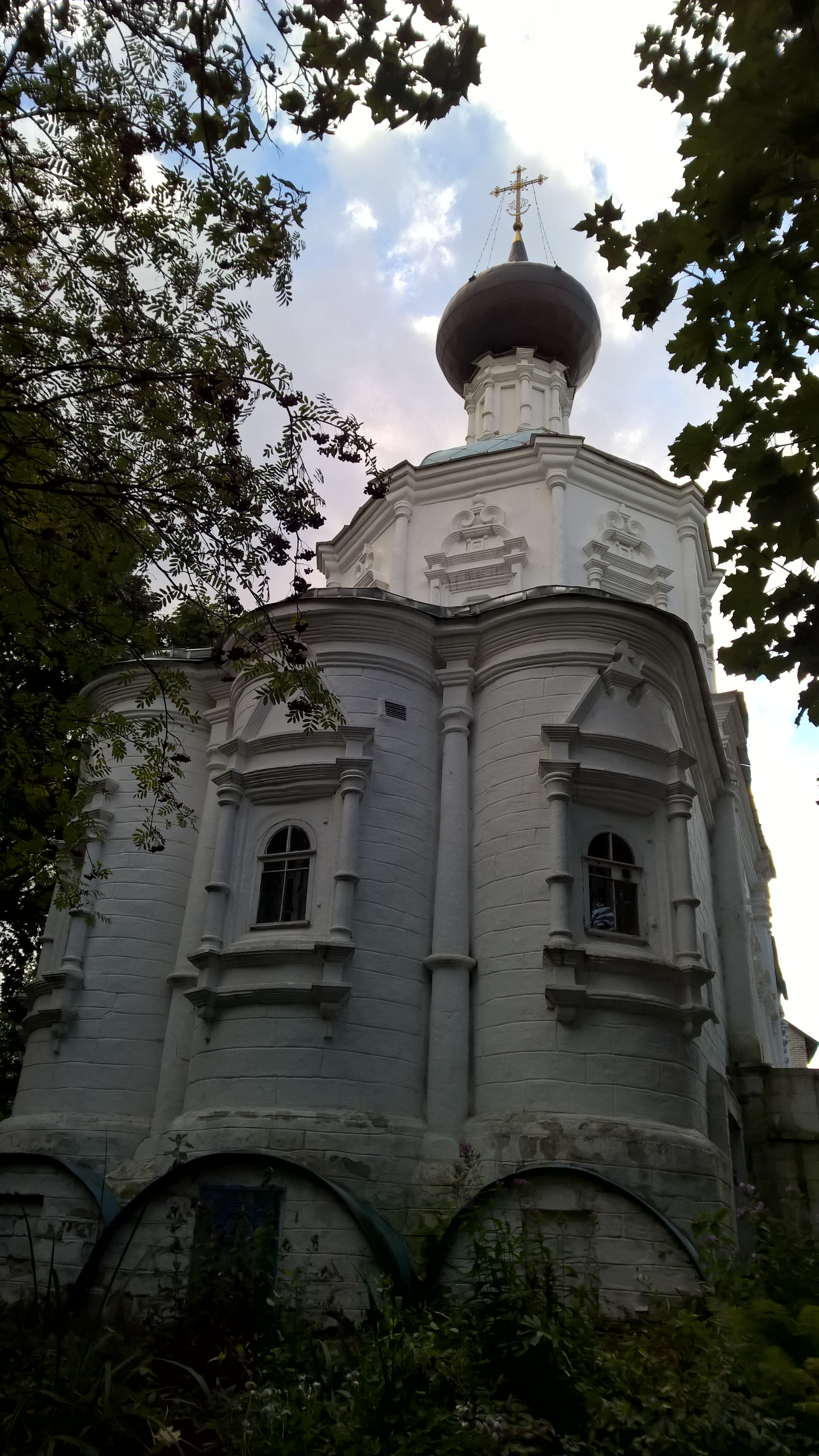
Алтарная сторона

Вид с севера

Около Рязанского шоссе в Раменском районе расположилось село Кривцы. В царской России оно принадлежало богатому роду Талызиных, а с XVIII века — Волконским. В 1708 году здесь была возведена небольшая Смоленская церковь с трапезной и колокольней в честь иконы Божией Матери «Смоленская».
Весной 1703 года по велению князя Волконского началось строительство каменной церкви в селе Кривцы. По переписной книге от 1705 года Смоленская церковь обозначена как уже построенная. Храм сооружался как летний, никакой отопительной системы в нём предусмотрено не было. В холодное время года службы проводились в теплом храме Феодора Стратилата.
В начале XIX века поместье перешло в другие руки. Не позднее 1809 года владельцем населённого пункта становится надворный советник Петр Родионович Сунгуров. При нём в 1818 году храм с колокольней горел изнутри. В 1834 году село приобрела помещичья чета Талызиных, которая владела им до 1864 года.
В 1897 году в Кривцах работала церковно-приходская школа. Руководил ею священник Померанцев Владимир Иоаннович.
В годы революции соседний храм Феодора Стратилата был передан под нужды клуба, а потом и вовсе разобран. В каменном Смоленском храме богослужения продолжались. В морозы церковь обогревали «буржуйками», а после Великой Отечественной войны была сооружена котельная. Перед самым началом войны храм от ликвидации спас председатель местного колхоза Иван Быстров, разместив в его подвале на зиму колхозных пчёл и сделав погреб для хранения овощей.
Из известных настоятелей особо запомнился иеромонах Донат (Щёголев), служивший в Кривцах с 1944 по 1951 годы, впоследствии архиепископ Калужский и Боровский.

## Современное состояние
В иконостасе храма размещена «Смоленская» икона Божией Матери работы известного священника иконописца Феодота Ухтомского. 10 августа празднуется престольный праздник.
Церковь является памятником архитектуры федерального значения и охраняется государством. Строение отличается от подобных стройностью форм, изящной колокольней, тонкой обработкой карнизов, наличников и портала. По своему внешнему виду эта церковь напоминает аналогичные городские сооружения в стиле московского барокко XVII—XVIII веков.
Здание храма типа восьмерик на четверике с колокольней поставлено на подклет и окружено галереями.
Храм действует, в нём проводятся богослужения.